# Pocahontas (Iowa)
Pocahontas è una città degli Stati Uniti d'America, situata nello Stato dell'Iowa, nella contea di Pocahontas, della quale è il capoluogo.